# دافيد فييلا
دافيد فييلا (بالإيطالية: Davide Villella)‏ (و. 1991  م) هو راكب دراجة هوائية إيطالي، ولد في ماجينتا، شارك في طواف إيطاليا 2014.

## سجل الفوز

### سباقات أو مراحل فاز بها
| التاريخ        | السباق                        | المركز                                                                   |
| -------------- | ----------------------------- | ------------------------------------------------------------------------ |
| 01 سبتمبر 2012 | تور دي أفينير 2012            | التاسع في تصنيف النقاط                                                   |
| 14 يوليو 2013  | 2013 Giro della Valle d'Aosta | الفائز في التصنيف العام                                                  |
| 10 أكتوبر 2013 | كوبا ساباتيني 2013            | الثالث في التصنيف العام                                                  |
| 12 أكتوبر 2013 | طواف إيميليا 2013             |                                                                          |
| 12 أبريل 2014  | طواف إقليم الباسك 2014        | الأول في تصنيف الجبال                                                    |
| 17 أغسطس 2014  | سباق النرويج 2014             | الأول في تصنيف أفضل شاب، الرابع في التصنيف العام، الخامس في تصنيف النقاط |
| 05 أكتوبر 2014 | طواف لومبارديا 2014           | المرتبة 16 في التصنيف العام                                              |
| 09 أكتوبر 2014 | كوبا ساباتيني 2014            | السادس في التصنيف العام                                                  |
| 15 مارس 2016   | تيرينو ادرياتيكو 2016         | السابع في تصنيف الجبال                                                   |
| 18 يوليو 2016  | طواف بولندا 2016              | العاشر في التصنيف العام                                                  |
| 24 سبتمبر 2016 | طواف إيميليا 2016             | التاسع في التصنيف العام                                                  |
| 23 أكتوبر 2016 | كأس اليابان للدراجات 2016     | الفائز في التصنيف العام                                                  |
| 10 سبتمبر 2017 | طواف إسبانيا 2017             | الأول في تصنيف الجبال                                                    |
| 30 سبتمبر 2018 | طواف ألماتي 2018              | الفائز في التصنيف العام                                                  |

## روابط خارجية
- دافيد فييلا على موقع الاتحاد الدولي للدراجات (الإنجليزية)
- دافيد فييلا على موقع أرشيف الدراجات (الإنجليزية)
- دافيد فييلا على موقع إحصائيات الدراجات الإحترافية (الإنجليزية)
- دافيد فييلا على موقع نسبة الدراجات (الإنجليزية)
- دافيد فييلا على موقع CycleBase (الإنجليزية)